# جوش كوسشيك
جوش كوسشيك (بالإنجليزية: Josh D. Koscheck؛ مواليد 30 نوفمبر 1977) هو مقاتل فنون القتال المختلطة أمريكي.

## وصلات خارجية
- جوش كوسشيك على موقع بيلاتور (الإنجليزية)
- جوش كوسشيك على موقع شيردوغ (الإنجليزية)
- جوش كوسشيك على موقع Tapology.com (الإنجليزية)
- جوش كوسشيك على موقع IMDb (الإنجليزية)
- جوش كوسشيك على موقع قاعدة بيانات الفيلم (الإنجليزية)